# Atractodes holmgreni
Atractodes holmgreni är en stekelart som beskrevs av Per Abraham Roman 1918. Atractodes holmgreni ingår i släktet Atractodes och familjen brokparasitsteklar. Arten är reproducerande i Sverige. Inga underarter finns listade.